# Пам'ятки архітектури Жидачівського району
У Жидачівському районі Львівської області нараховується 56 пам'яток архітектури.
| пор.№                  | Найменування пам'ятки                                  | Датування     | Місцезнаходження       | Охоронний № і номер у комплексі |
| ---------------------- | ------------------------------------------------------ | ------------- | ---------------------- | ------------------------------- |
| національного значення |                                                        |               |                        |                                 |
| 1                      | Церква Різдва Богородиці(дер.)                         | 1724р.        | с.Бережниця            | 1355 /1                         |
| 2                      | Дзвіниця ц.Різдва Богородиці(дер.)                     | 1724р.        | с.Бережниця            | 1355 /2                         |
| 3                      | Церква Введення в храм Пресвятої Богородиці(мур.)      | 1800р.        | с.Вибранівка           | 1356 /1                         |
| 4                      | Дзвіниця ц.Введення в храм Пресвятої Богородиці(дер.)  | 1800р.        | с.Вибранівка           | 1356 /2                         |
| 5                      | Дзвіниця церкви Покрови Пресвятої Богородиці(дер.)     | 1806р.        | с.Корчівка             | 1357                            |
| 6                      | Оборонна вежа(мур.)                                    | XV-XVI ст.    | с.П’ятничани           | 1359                            |
| місцевого значення     |                                                        |               |                        |                                 |
|                        |                                                        |               | м.Жидачів              |                                 |
| 7                      | Костьол Успення Пресвятої Богородиці (мур.)            | 1577р.        | пл.Свободи,3           | 451-І/М                         |
| 8                      | Дзвіниця к-лу Успення Пресвятої Богородиці             | 1577р.        | пл.Свободи,3           | 451-2/М                         |
| 9                      | Церква Введення в храм Пресвятої Богородиці (дер.)     | 1865р.        | с.Антонівка            | 453-І/М                         |
| 10                     | Дзвіниця ц-ви Введення в храм Пр. Богородиці (дер.)    | 1865р.        | с.Антонівка            | 453-2/М                         |
| 11                     | Церква Різдва Христового (дер.)                        | п.XX ст.      | с.Бартишів             | 2264-М                          |
| 12                     | Церква Преображення Господнього (дер.)                 | 1868р.        | с. Бориничі            | 1424-М                          |
| 13                     | Церква Преображення Господнього (дер.)                 | 1875р.        | с.Бородчиці            | 1426-М                          |
| 14                     | Церква (дер.)                                          | 1800р.        | с. Бортники            | 1427-М                          |
| 15                     | Церква Різдва Пресвятої Богородиці (дер.)              | 1678р.        | с.Борусів              | 1428-М                          |
| 16                     | Церква Св.арх.Михаїла (дер.)                           | 1859р.        | с.Вербиця              | 1905-М                          |
| 17                     | Церква Благовіщення Пресвятої Богородиці (дер.)        | 1854р.        | с.Вільхівці            | 1913-М                          |
| 18                     | Церква Успення Пресвятої Богородиці (дер.)             | 1840р.        | с.Волиця Гніздичівська | 1906-М                          |
| 19                     | Церква Різдва Пр. Богородиці (дер.)                    | 1772р.        | с.Голдовичі            | 1907-М                          |
| 20                     | Церква Покрови Пресвятої Богородиці (дер.)             | 1888р.        | с.Городище             | 1429-М                          |
| 21                     | Церква св.Миколая (дер.)                               | 1857р.        | с.Дем’янка-Лісна       | 1908-М                          |
| 22                     | Палац Чарторийських (мур.)                             | к.XIX ст.     | смт. Журавно           | 2268/1-М                        |
| 23                     | Конюшня – манеж                                        | 1 пол.XIX ст. | смт. Журавно           | 2268/2-М                        |
| 24                     | Службовий будинок                                      | XIX ст.       | смт. Журавно           | 2268/3-М                        |
| 25                     | Парк                                                   | XVIII ст.     | смт. Журавно           | 2268/4-М                        |
| 26                     | Церква Св. Арх. Михаїла (дер.)                         | 1871 р.       | с. Заболотівці         | 1430-М                          |
| 27                     | Церква Св. Арх. Михаїла (дер.)                         | 1819 р.       | с. Заліски             | 1431-М                          |
| 28                     | Церква Різдва Пресвятої Богородиці(дер.)               | п.XX ст.      | с. Заріччя             | 2265-М                          |
| 29                     | Церква Різдва Пресвятої Богородиці(дер.)               | XVI ст.       | с. Іванівці            | 1432-М                          |
| 30                     | Церква Введення в храм Пресвятої Богородиці (дер.)     | 1772 р.       | с. Квітневе            | 1909-М                          |
| 31                     | Церква Воздвиження Чесного Животворящого Хреста (дер.) | XIX ст.       | с. Которини            | 1910-М                          |
| 32                     | Палац Глуховецьких (мур.)                              | 2 пол.XIX ст. | с. Лівчиці             | 2267/1-М                        |
| 33                     | Парк                                                   | XIX ст.       | с. Лівчиці             | 2267/2-М                        |
| 34                     | Церква Св. Параскеви (дер.)                            | 1669 р.       | с. Ліщини              | 1433-М                          |
| 35                     | Церква Покрови Пресвятої Богородиці (дер.)             | 1782 р.       | с. Лучани              | 1434-М                          |
| 36                     | Церква Симеона Стовпника (дер.)                        | п.XX ст.      | с. Любша               | 1166-М                          |
| 37                     | Костьол Покрови Пресвятої Богородиці (дер.)            | XVIII ст.     | с. Махлинець           | 2263-М                          |
| 38                     | Церква Вознесіння Господнього (дер.)                   | XIX ст.       | с. Межиріччя           | 2269-М                          |
| 39                     | Церква Св. Миколая (дер.)                              | 1782 р.       | с. Мельнич             | 1435-М                          |
| 40                     | Церква Благовіщення Пр. Богородиці (дер.)              | 1834 р.       | с. Мельнич             | 1911-М                          |
| 41                     | Церква Св. Миколая (дер.)                              | 1814 р.       | с. Монастирець         | 454/1-М                         |
| 42                     | Дзвіниця церкви Св. Миколая (дер.)                     | 1814 р.       | с. Монастирець         | 454/2-М                         |
| 43                     | Церква Різдва Пр. Богородиці (дер.)                    | 1777 р.       | с. Новосільці          | 1912-М                          |
| 44                     | Церква Св. Миколая (дер.)                              | 1851 р.       | с. Новошини            | 1436-М                          |
| 45                     | Церква Св. Євстахія (дер.)                             | XVII ст.      | с. Облазниця           | 1437-М                          |
| 46                     | Церква Св. Євхаристії (дер.)                           | XVIII ст.     | с. Орішківці           | 2270-М                          |
| 47                     | Церква Св. Миколая (дер.)                              | 1772 р.       | с. Острів Чорний       | 1905-М                          |
| 48                     | Церква Св. Параскеви (дер.)                            | п. XX ст.     | с. Підліски            | 2271-М                          |
| 49                     | Церква Положення пояса Пресвятої Богородиці (дер.)     | XIX ст.       | с. Подорожнє           | 2272-М                          |
| 50                     | Церква Св. Дмитрія (дер.)                              | п. XX ст.     | с. Прибілля            | 2273-М                          |
| 51                     | Церква Різдва Пр. Богородиці (дер.)                    | 1833 р.       | с. Руда                | 455/1-М                         |
| 52                     | Дзвіниця ц-ви Різдва Пр. Богородиці (дер.)             | 1833 р.       | с. Руда                | 455/2-М                         |
|                        |                                                        |               | м.Ходорів              |                                 |
| 53                     | Палац (мур.)                                           | п. XX ст.     | вул. Б. Хмельницького, | 452-М                           |
| 54                     | Парк                                                   | п. XX ст.     | вул. Б. Хмельницького, | 1423-М                          |
| 55                     | Церква Покрови Пресвятої Богородиці (дер.)             | 1870 р.       | с. Черемхів            | 1914-М                          |
| 56                     | Церква Св. Івана Богослова (дер.)                      | 1802 р.       | с. Юшківці             | 1915-М                          |

## Джерело
- Перелік пам'яток Львівської області [Архівовано 16 вересня 2012 у Wayback Machine.]